# 多尔帕坦禁猎保护区
多尔帕坦禁猎保护区（英語：Dhorpatan Hunting Reserve）是尼泊尔唯一的禁猎区，建于1987年。它覆盖了在尼泊尔西部三个行政区卢孔、苗地和巴格隆以及道拉吉里峰雪山，面积1,325平方公里（512平方英里），海拔范围在2,850到5,500米（9,350至18,000英尺）。